# Línea T23 (EMT Madrid)
La línea T23 (a efectos de numeración interna, 452) de la EMT de Madrid une el intercambiador de Puerta de Arganda con el Polígono industrial de Vicálvaro.

## Características
La línea forma parte de la subred TCT (Transporte al Centro de Trabajo) de la EMT que se puso en marcha a partir de 2007, en el marco de los convenios suscritos con la Agencia Madrid Emprende que preveían el establecimiento de una serie de líneas de autobús destinadas a mejorar la movilidad en las principales áreas de actividad empresarial de la ciudad.
Esta línea se puso en servicio en diciembre de 2007 con la denominación Puerta de Arganda - Polígono Industrial Las Gallegas, cambiando la denominación a la actual el 10 de enero de 2009.

## Horarios
| Lunes a viernes laborables     |                                |
| Pta. Arganda > P. I. Vicálvaro | P. I. Vicálvaro > Pta. Arganda |
| 06:30                          | 06:40                          |
| 06:50                          | 07:00                          |
| 07:10                          | 07:20                          |
| 07:30                          | 07:40                          |
| 07:50                          | 08:00                          |
| 08:10                          | 08:20                          |
| 08:30                          | 08:40                          |
| 08:50                          | 09:00                          |
| 09:10                          | 09:20                          |
| 09:30                          | 09:40                          |
| 09:50                          | 10:00                          |
| 10:10                          | 10:20                          |
| 10:30                          | 10:40                          |
| 10:50                          | 11:00                          |
| 11:10                          | 11:20                          |
| 11:30                          | 11:40                          |
| 11:50                          | 12:00                          |
| 12:10                          | 12:20                          |
| 12:30                          | 12:40                          |
| 12:50                          | 13:00                          |
| 13:10                          | 13:20                          |
| 13:30                          | 13:40                          |
| 13:50                          | 14:00                          |
| 14:10                          | 14:20                          |
| 14:30                          | 14:40                          |
| 14:50                          | 15:00                          |
| 15:10                          | 15:20                          |
| 15:30                          | 15:40                          |
| 15:50                          | 16:00                          |
| 16:10                          | 16:20                          |
| 16:30                          | 16:40                          |
| 16:50                          | 17:00                          |
| 17:10                          | 17:20                          |
| 17:30                          | 17:40                          |
| 17:50                          | 18:00                          |
| 18:10                          | 18:25                          |
| 18:35                          | 18:50                          |
| 19:00                          | 19:10                          |
| 19:20                          | 19:30                          |
| 19:40                          | 19:50                          |
| 20:00                          | 20:10                          |
| 20:20                          | 20:30                          |
| 20:40                          | 20:50                          |
| 21:00                          | 21:10                          |
| 21:20                          | 21:30                          |
| 21:40                          | 21:50                          |
| 22:00                          | 22:10                          |
| 22:20                          | 22:30                          |
| 22:40                          | 22:50                          |
| 23:00                          | 23:10                          |
| 23:20                          | 23:30                          |

## Recorrido y paradas

### Sentido polígono industrial de Vicálvaro
La línea inicia su recorrido en la calle San Cipriano, junto al intercambiador Puerta de Arganda, donde tiene correspondencia con la red de Metro de Madrid, Cercanías Madrid y varias líneas de autobús urbanas e interurbanas. Desde aquí gira a la izquierda y sube por la Gran Vía del Este hasta la intersección con la calle Rivas.
A continuación, la línea gira a la derecha para circular por la calle Rivas, dando servicio por la misma al polígono industrial de Vicálvaro. Tiene su cabecera en la intersección de la calle Rivas y la avenida del Parque.
| Código | Parada                        | Común con | Conexiones con Metro y Cercanías | Otros |
| ------ | ----------------------------- | --------- | -------------------------------- | ----- |
| 4011   | PUERTA ARGANDA                | SE718     | Puerta de Arganda Vicálvaro      |       |
| 4012   | Rivas-Gran Vía del Este       | 287       |                                  |       |
| 4014   | Rivas-Boyer                   |           |                                  |       |
| 4016   | Rivas-Forjas                  |           |                                  |       |
| 5684   | Rivas-Avenida del Parque      |           |                                  |       |
| 5683   | POLÍGONO INDUSTRIAL VICÁLVARO |           |                                  |       |

### Sentido Puerta de Arganda
El recorrido de vuelta es idéntico al de la ida pero en sentido contrario.
| Código | Parada                        | Común con | Conexiones con Metro y Cercanías | Otros |
| ------ | ----------------------------- | --------- | -------------------------------- | ----- |
| 5683   | POLÍGONO INDUSTRIAL VICÁLVARO |           |                                  |       |
| 4018   | Rivas-Avenida del Parque      |           |                                  |       |
| 4017   | Rivas-Forjas                  |           |                                  |       |
| 4015   | Rivas-Boyer                   |           |                                  |       |
| 4013   | Rivas-Gran Vía del Este       | 287       |                                  |       |
| 5839   | Puerta Arganda                | SE718     | Puerta de Arganda Vicálvaro      |       |
| 4011   | PUERTA ARGANDA                | SE718     | Puerta de Arganda Vicálvaro      |       |